# Johan Carlsson
Johan Carlsson (Linköping, 29 gennaio 1966) è un ex tennista svedese.

## Carriera
In carriera ha raggiunto una finale nel singolare al Japan Open Tennis Championships nel 1986. Nei tornei del Grande Slam ha ottenuto il suo miglior risultato raggiungendo il terzo turno nel singolare agli US Open nel 1988.

## Statistiche

### Singolare

#### Finali perse (1)
| Numero | Anno            | Torneo                                 | Superficie | Avversario in finale | Punteggio |
| 1.     | 19 ottobre 1986 | Japan Open Tennis Championships, Tokyo | Cemento    | Ramesh Krishnan      | 3-6, 1-6  |